# Blanc de Termonde
Le blanc de Termonde est une race de lapin domestique originaire de Belgique, sélectionnée à l'origine pour sa chair. Elle est issue d'un croisement du géant des Flandres et du bleu de Beveren.

## Description
Cette race est celle d'un lapin albinos ; sa fourrure est donc blanche et ses yeux, rouge rubis. Il pèse de 4 kg à 5,5 kg. Il est grand et gracieux. Sa croupe est arrondie et musclée. La partie postérieure est ample et charnue. Les pattes sont fortes et les cuisses musculeuses, se tenant près du corps. L'ossature de ce lapin est longue et droite. Sa queue est droite.
Le mâle ne présente pas de fanon, alors que la femelle peut en avoir un léger. La tête est longue, plus arrondie chez le mâle. Les oreilles sont grandes et fortes, à la pointe arrondie, pas trop ouvertes et proportionnées à la longueur du corps, celle-ci étant idéalement de 13,5 cm à 15 cm.
La fourrure blanche est dense, soyeuse et lisse. 
Cette race est considérée comme rare par le British Rabbit Council. Elle n'est pas homologuée par l'American Rabbit Breeders Association.